# Fragilidade
A fragilidade é a qualidade dos objetos e materiais de perder seu estado original com facilidade. Ainda que tecnicamente a fragilidade se defina mais propriamente como a capacidade de um material de fraturar-se com pouca deformação. Pelo contrário, os materiais dúcteis ou tenazes se rompem após sofrer perceptíveis deformações, geralmente do tipo deformações plásticas. A fragilidade, ao contrário da tenacidade, tem a peculiaridade de absorver relativamente pouca energia, diferentemente da ruptura dúctil.

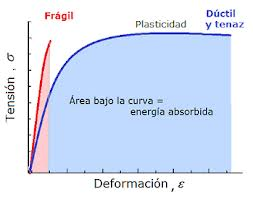
Curvas representativas de Tensão-Deformação de um material frágil (vermelho) e um material dúctil e tenaz (azul)

A energia absorvida por unidade de volume é dada por:
{\displaystyle {\frac {dE_{def}}{dV}}={\frac {1}{2}}\sum _{i,j}\sigma _{ij}\varepsilon _{ij}}
Se um material se rompe praticamente sem deformação as componentes do tensor deformação {\displaystyle \varepsilon _{ij}\;} resultam pequenas e a soma anterior resulta em uma quantidade relativamente pequena.
A fragilidade de um material também se relaciona com a velocidade de propagação ou crescimento de rachaduras através de seu corpo. Isto significa um alto risco de fratura súbita dos materiais com estas características uma vez submetidos a esforços. Ao contrário, os materiais tenazes são aqueles que são capazes de deter o avanço de rachaduras.
Exemplos típicos de materiais frágeis são os vidros comuns (como os das janelas, por exemplo), alguns minerais cristalinos, os materiais cerâmicos e alguns polímeros como o polimetilmetacrilato (PMMA), o poliestireno (PS), ou o poliácido láctico (PLA), entre outros.
É importante mencionar que o tipo de ruptura que oferece um material (frágil ou dúctil) depende da temperatura. Assim enquanto alguns materiais como os plásticos (polietileno, polipropileno e outros termoplásticos) que muitas vezes sofrem rupturas dúcteis à temperatura ambiente, abaixo de sua temperatura de transição vítrea sofrem rupturas frágeis.

## Fragilidade, ductilidade, dureza e tenacidade
Existem outros termos frequentemente confundidos com a fragilidade que devem ser tornados claros:
- O oposto a um material muito frágil é um material dúctil.
- Por outro lado a dureza não é oposto à fragilidade, já que a dureza é a propriedade de alterar só a superfície de um material, que é algo totalmente independente desse material quando se fratura ter ou não deformações grandes ou pequenas. Como exemplo podemos citar o diamante, que é o material mais duro que existe, mas é extremamente frágil.
- A tenacidade pode estar relacionada com a fragilidade segundo o módulo de elasticidade, mas em princípio um material pode ser tenaz e pouco frágil (como certos aços) e pode ser frágil e nada tenaz (como o barro cozido, o material dos tijolos).

## Melhora da tenacidade
A melhora da tenacidade é um dos eixos principais de pesquisa em ciência dos materiais. Este ponto tem sido especialmente estudado nos aços industriais, que em alguns casos, dependendo da composição e processamento, podem dar lugar a materiais perigosamente frágeis. Alcançar a melhora da tenacidade de materiais como o vidro suporia perder suscetibilidade a sua fratura em casos acidentais ou desafortunados como poderiam ser os impactos de pedras (como útil em vidros para veículos, como os para-brisas) ou projéteis de armas de fogo (como vidros colocados em veículos ou instalações onde a segurança é um fator prioritário). A forma mais habitual de evitar a fratura frágil dos vidros é mediante a laminação de uma película de polivinil butiral (que é um termoplástico viscoelástico com índice de refração similar ao vidro) entre duas lâminas de vidro de forma que seja este que absorva a energia derivada da propagação das rachaduras (vidro laminado).
Enquanto aos polímeros, a tenacidade destes pode ser melhorada mediante a adição de partículas elastoméricas que retardem a propagação das rachaduras pelo corpo. Um exemplo clássico disto é o poliestireno de alto impacto (HIPS, high impact polystyrene).

## Fragilidade dinâmica na física do estado sólido
Em física do estado sólido, e em especial na física de materiais vítreos/amorfos a fragilidade dinâmica, m,  se refere à capacidade de um material de relaxar ou abrandar (tornar mais lento certos processos) quando este se esfria até sua temperatura de transição vítrea, Tg. Normalmente os materiais "frágeis" apresentam uma variação muito pronunciada de suas propriedades características nas proximidades de Tg, enquanto que os materiais mais "resistentes" tem una variação mais moderada ao longo de faixas de temperatura maiores.

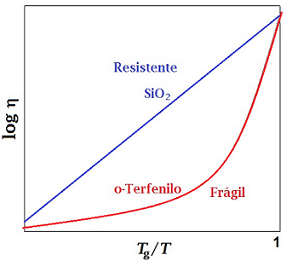
Gráfico de tipo "Angell"para a classificação dos materiais em função do comportamento da viscosidade a temperaturas próximas a sua temperatura de transição vítrea, Tg.

Em princípio, ainda não existe um formalismo que relacione diretamente a fragilidade mecânica de um material, tem comentado nas seções anteriores, a fragilidade dinâmica estudada a partir de um ponto de vista termodinâmico-físico. No entanto, estudos recentes mostram que os materiais com altos valores do parâmetro m têm baixa resistência mecânica, ou a capacidade de absorver a energia antes da ruptura.
Na língua inglesa não existe desambiguação entre os termos fragilidade ("brittleness") empregado para referir-se às propriedades mecânicas e a fragilidade dinâmica, m ("Fragility"), relacionada com o estudo físico das propriedades dos materiais a temperaturas próximas de sua Tg.

### Definição
Na definição mais tradicional da fragilidade, proposta originalmente por Angell, se define o grau no que a dependência da viscosidade, η, com a temperatura se desvia de um comportamento do tipo Arrhenius como o seguinte:
{\displaystyle \eta =Ae^{-B/T}}
Desta maneira, o parâmetro de fragilidade, m, se determina mediante o valor da pendente da representação logarítmica dos valores de viscosidade (o tempos de relaxamento molecular obtidos mediante espectroscopia dielétrica, por exemplo) frente ao inverso da temperatura quando esta se acerca da temperatura de transição vítrea, Tg:
{\displaystyle {m}=\left({\partial {\log \eta } \over \partial \left(T_{g}/T\right)}\right)_{T=Tg}}
Segundo a classificação de Angell os líquidos "resistentes" apresentam viscosidades (ou tempos de relaxamento dielétrico, por exemplo) com comportamentos do tipo Arrhenius frente à temperatura. A sílica (SiO2) é um exemplo clássico de um "líquido resistente" enquanto que o o-terfenilo é o exemplo típico de um "líquido frágil", formador de vidros frágeis.